# Filadora

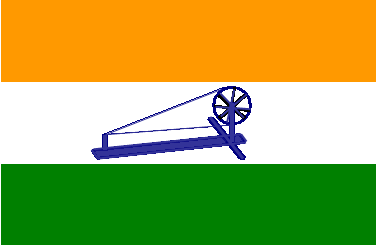
Bandera independentista de l'Índia al 1931, quan el territori encara es trobava sota dominació britànica

La filadora o màquina filadora és un instrument per a filar manualment fibres tèxtils. Aquesta eina incorpora una roda, un pedal o manovella i un rodet per recollir el fil generat. Pot també tenir una filosa on s'aguanta la floca que es vol filar.

## Història

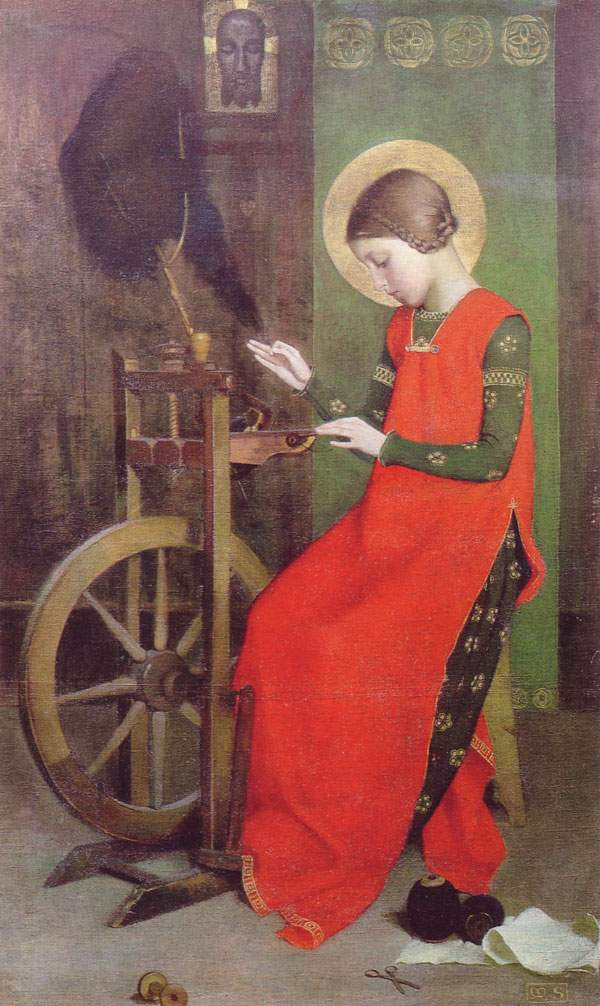
Santa Elisabet d'Hongria treballa amb la filadora; en aquesta imatge es pot veure molt bé la filosa que sosté la fibra.

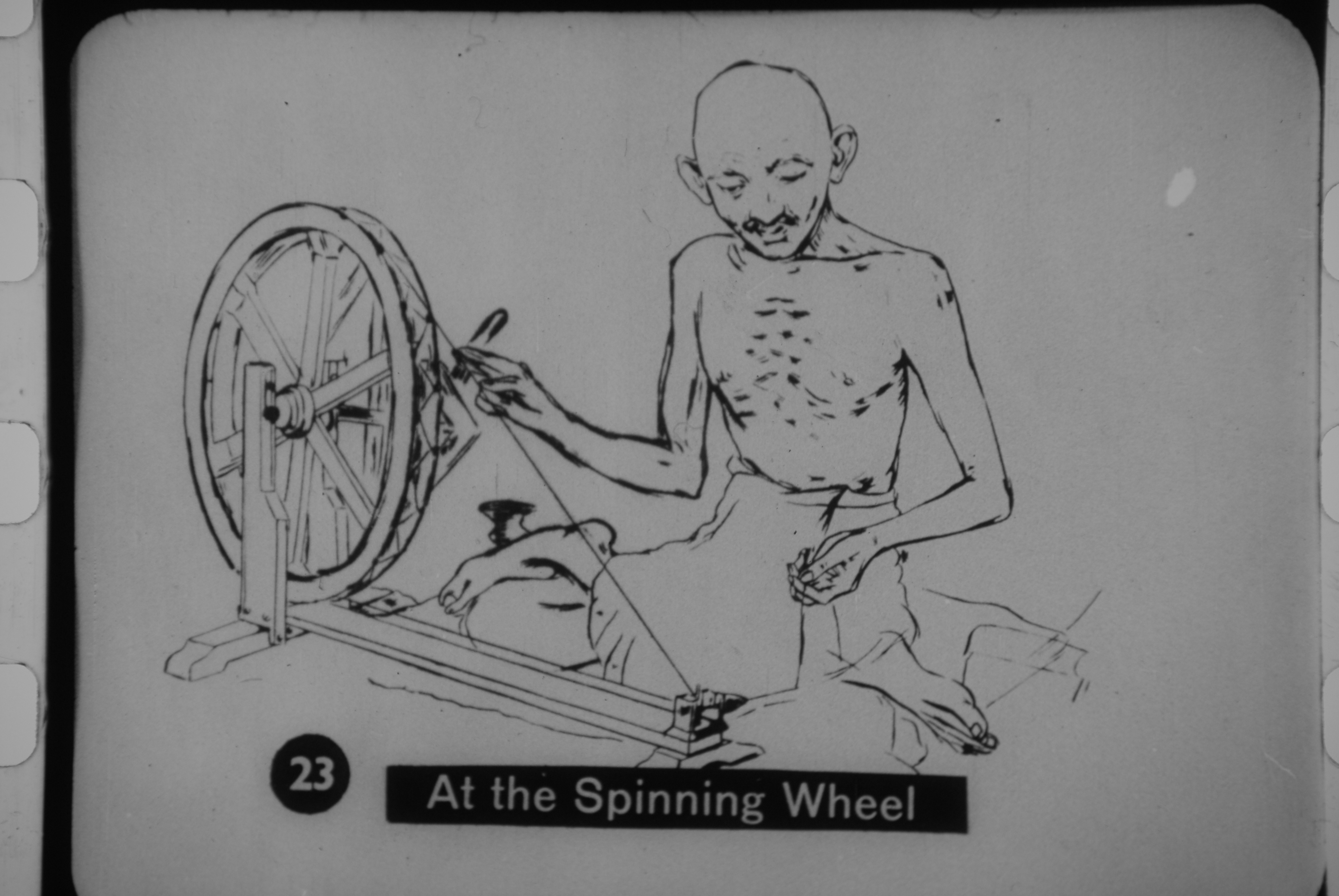
El Mahatma Gandhi amb la seva filadora

La filadora és una eina molt antiga i que sovint han tingut importància com a símbol. Entre les més conegudes cal destacar la de Santa Elisabet d'Hongria que filava per als pobres. Al conte de la Bella Dorment la filadora representa el destí inexorable. Malgrat que totes les filadores del palau on vivia la princesa varen ser amagades per a evitar que la maledicció es fes realitat, aquesta es va acabar per punxar amb l'agulla del fus, complint així el seu destí.
A l'Índia la filadora és un símbol de la lluita contra l'imperialisme britànic. Com a part de la seva campanya de desobediència civil, Mohandas Gandhi va convèncer els seus seguidors que la manera més bona d'atacar l'Imperi Britànic era de no comprar les fibres tèxtils de Manchester i fabricar la pròpia roba (khadi) a l'Índia artesanalment. La campanya va inspirar molta gent i va reeixir a fer mal pacíficament als poderosos interessos del colonialisme, ajudant els pobles de l'Índia a assolir la independència. Així la filadora es va convertir en un dels símbols de la independència de l'Índia.

## A Catalunya
A Catalunya hi ha hagut diversos tipus de filadores mecanitzades, com ara la berguedana o maixerina, la selfactina, la contínua de filar i la filadora de cap obert.
La màquina de filar maixerina, va ser creada per un fuster de Berga que es deia Ramon Farguell, també conegut com el Maixerí. Era inspirada en la famosa Jenny de Hargreaves, però amb fins a 120 fusos. S'ha construït una réplica de la berguedana al MNACTEC a Terrassa, basada en la documentació del llibre “Ensaig sobre la màquina catalana de filar cotó coneguda com Bergadana o Maxerina” (1911) de Ramón N. Soler i Vilabella. La filadora berguedana va ser clau en l'inici de la mecanització de la indústria tèxtil a Catalunya.
La selfactina i la contínua de filar estiren la metxa per aprimar-la fins al seu gruix definitiu i li donen la torsió necessària per obtenir el fil, de manera que les seves fibres no puguin lliscar les unes sobre les altres. En canvi, la filadora de cap obert s'alimenta directament amb una cinta de manuar, prescindint de les metxeres.

## La Balanguera
La filadora apareix al poema "La Balanguera", un dels més coneguts de Joan Alcover, que va ser musicat per Amadeu Vives el 1926 i declarat oficialment himne de Mallorca el 1996. De la protagonista del poema, una figura assimilable a les parques i que en el poema representa la tradició i la continuïtat de les generacions, diuen els versos 3r i 4t: "buida que buida sa filosa / de nostra vida treu lo fil". La filosa és el suport que aguanta les fibres, particularment el lli, i que alimenta la filadora.

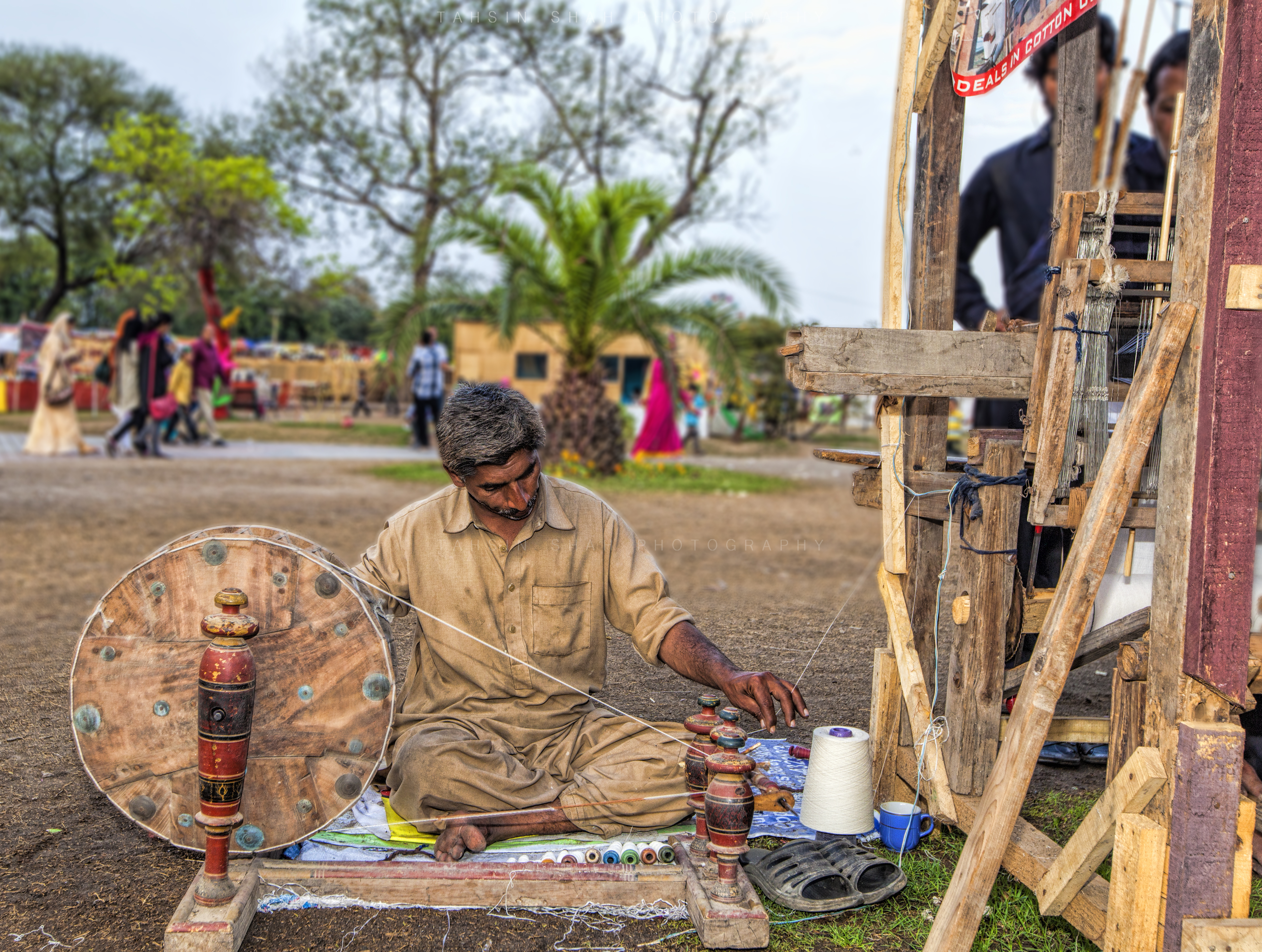
La filadora manual encara s'utilitza a les zones rurals per fer fil